# Muschampia nobilis
Muschampia nobilis es una especie de mariposa de la familia de los hespéridos.
Plantas hospederas
No se conocen las plantas hospederas de M. nobilis.